# Song for America
Pour les articles homonymes, voir Kansas (homonymie).
Albums de Kansas
Kansas Masque
(1975)
Song for America, sorti en 1975, est le deuxième album du groupe américain de rock progressif Kansas.

## Titres
| No | Titre                       | Compositeurs                 | Durée |
| -- | --------------------------- | ---------------------------- | ----- |
| 1. | Down the road               | Livgren, Walsh               | 3:43  |
| 2. | Song for America            | Livgren                      | 10:03 |
| 3. | Lamplight symphony          | Livgren                      | 8:17  |
| 4. | Lonely street               | Walsh, Williams, Hope, Ehart | 5:43  |
| 5. | Devil's game                | Walsh,Hope                   | 5:04  |
| 6. | Incomudro/Hymn to the atman | Livgren                      | 12:11 |

## Musiciens
- Kerry Livgren : claviers, guitares
- Rich Williams : guitares
- Steve Walsh : chant, claviers
- Robby Steinhardt : violon, chant
- Dave Hope : basse
- Phil Ehart : batterie, percussions